# Polyrhachis cyrus
Polyrhachis cyrus é uma espécie de formiga do gênero Polyrhachis, pertencente à subfamília Formicinae.